# ياش جوهر
ياش جوهر (6 سبتمبر 1929 - 26 يونيو 2004 في لاهور، البنجاب، الهند البريطانية.) كان منتج أفلام بوليوود هندي. أسس شركة دارما للإنتاج عام 1976 التي قدم بفضلها أفلامًا هندية تمت الإشادة بها لإبرازها القيم العائلية والفخامة والتقاليد الهندية.

## حياته الخاصة
تزوج ياش جوهر من هيرو تشوبرا أخت صانعي الأفلام البارزين بالديف راج تشوبرا وياش شوبرا. رزقى بولدهما الوحيد المخرج الهندي ناجح كاران جوهر.
توفي ياش في 26 يونيو 2004 في مومباي، عن عمر يناهز 74 عامًا، بسبب الإصابة بعدوى الصدر، على الرغم من أنه كان يقاوم أيضًا السرطان. وبعد وفاته، تولى ابنه مقاليد شركة دهارما للإنتاج.

## إنتاجاته
- 1980 : دوستانا
- 1984 : دنيا
- 1987 : (مقدّر كا فيصل) Muqaddar Ka Faisla
- 1990 : درب النار
- 1993 : جمرة
- 1998 : الشبيهان
- 1998 : كوتش كوتش هوتا هي
- 2001 : أحيانا السعادة وأحيانا الحزن
- 2003 : غدا قد يأتي وقد لا يأتي

## روابط خارجية
- ياش جوهر على موقع IMDb (الإنجليزية)
- ياش جوهر على موقع الموسوعة البريطانية (الإنجليزية)
- ياش جوهر على موقع ديسكوغز (الإنجليزية)
- ياش جوهر على موقع قاعدة بيانات الفيلم (الإنجليزية)